# Mikuszewskie
Mikuszewskie [mikuˈʂɛfskʲɛ] es un pueblo ubicado en el distrito administrativo de Gmina Urzędów, dentro del Condado de Kraśnik, Voivodato de Lublin, en Polonia oriental. Se encuentra aproximadamente a 3 kilómetros al noroeste de Urzędów, a 11 kilómetros al noroeste de Kraśnik, y a 42 kilómetros al suroeste de la capital regional Lublin.